# Angeline Ball
Angeline Ball (* 28. Juni 1969 in Irland) ist eine irische Schauspielerin.

## Leben
Ball debütierte in der Rolle der Sängerin Imelda Quirke im Musikfilm Die Commitments aus dem Jahr 1991. In der Komödie My Girl 2 – Meine große Liebe (1994) trat sie an der Seite von Dan Aykroyd, Jamie Lee Curtis und Anna Chlumsky in einer größeren Rolle auf. Im britisch-irischen Kriminalfilm Trojan Eddie (1996) spielte sie neben Stephen Rea, Richard Harris, Stuart Townsend und Bríd Brennan.
Für ihre Rolle in der Fernsehserie Any Time Now aus dem Jahr 2002 erhielt Ball im Jahr 2003 den Irish Film and Television Award. Im gleichen Jahr gewann sie den gleichen Preis für die Hauptrolle im Filmdrama Bloom (2003), in dem sie neben Stephen Rea spielte. Im irischen Mysterythriller The Tiger's Tail (2006) war sie an der Seite von Kim Cattrall und Ciarán Hinds zu sehen.

## Filmografie (Auswahl)
- 1991: Die Commitments (The Commitments)
- 1993: Over the Rainbow (Fernsehserie, 8 Episoden)
- 1994: My Girl 2 – Meine große Liebe (My Girl 2)
- 1995: Two Nudes Bathing
- 1995: Hubi, der Pinguin (The Pebble and the Penguin, nur Stimme)
- 1995: Brothers in Trouble
- 1996: Trojan Eddie
- 1997: Dunkle Tage in St. Petersburg (The Gambler)
- 1998: Der Meisterdieb von Dublin (The General)
- 1998: Terror in the Mall
- 1999: The Auteur Theory
- 2000: Housebound
- 2002: Any Time Now (Fernsehserie, 4 Episoden)
- 2003: Bloom
- 2005: Rose and Maloney (Fernsehserie, Episode 3x03)
- 2005–2006: Doc Martin (Fernsehserie, 5 Episoden)
- 2006: What We Did on Our Holiday
- 2006: The Tiger's Tail
- 2006: Dead Long Enough
- 2007: Trouble in Paradise (Fernsehserie, 2 Episoden)
- 2009: Holy Water
- 2011: Albert Nobbs
- 2012–2013: Shameless (Fernsehserie, 20 Episoden)
- 2013: Mr Selfridge (Fernsehserie, Episode 1x02)
- 2017: Redwater (Fernsehserie, 6 Episoden)
- 2017: Acceptable Risk (Fernsehserie, 6 Episoden)
- 2017: Keeping Faith (Fernsehserie, 6 Episoden)
- 2021: Deadly Cuts
- 2021: Hidden Assets (Fernsehserie, 6 Episoden)